# 山上路夫
山上 路夫（やまがみ みちお、1936年〈昭和11年〉8月2日 - ）は、日本の作詞家、実業家。文化功労者。
ビクター音楽出版株式会社専属を経て、フリーとなる。

## 来歴

### 生い立ち
東京府（現在の東京都）出身。喘息で闘病生活を送る思春期をすごし、学生生活を送ることができなかった。青山学院大学第二経済学部を中退。21歳のときに作詞家になることを決意した。

### 作詞家として
作曲家のいずみたくと共同でCMソングや流行歌などを多く手掛け、明治製菓（現在の明治）アルファチョコレートのCMソングとして制作した「世界は二人のために」は、1967年〈昭和42年〉に新人歌手の佐良直美が歌うと大ヒットした。翌年の第40回選抜高等学校野球大会では、選手入場行進曲に選ばれた。
その後は、由紀さおり「夜明けのスキャット」（1969年〈昭和44年〉、作曲はいずみたく）、テレビドラマ『水戸黄門』主題歌「ああ人生に涙あり」（1969年〈昭和44年〉、作曲は木下忠司）、赤い鳥「翼をください」（1971年〈昭和46年〉、作曲は村井邦彦）、小柳ルミ子「瀬戸の花嫁」（1972年〈昭和47年〉、作曲は平尾昌晃）、GARO「学生街の喫茶店」（1972年、作曲はすぎやまこういち）、アグネス・チャン「ひなげしの花」（1972年〈昭和47年〉、作曲は森田公一）、CMソング「バーモントカレー」の歌（1973年〈昭和48年〉、作曲はいずみたく）、野口五郎「私鉄沿線」（1975年〈昭和50年〉、作曲は佐藤寛）、ゴダイゴ「ガンダーラ」（1978年〈昭和53年〉、奈良橋陽子と共同、作曲はタケカワユキヒデ）など、1960年代後半から1970年代にかけて立て続けにヒット作の作詞を手掛けた。また、日本大学習志野高等学校の応援歌「歓喜のうたごえ」の作詞をしたこともある。
現在も作詞家として活動しており、2011年〈平成23年〉に発表したふくい舞の「いくたびの櫻」（作曲は佐藤博）は、第44回日本作詩大賞と第44回日本有線大賞作詞賞を受賞している。2021年〈令和3年〉に文化功労者。
1969年に村井邦彦とともにアルファミュージックを創業するなど、音楽出版事業にも参画した。

## 作風
山上の作風はヒューマニズムに満ちているものが多い。

## 家族・親族
父は、昭和初期に活躍した音楽家の東辰三。昭和初期に活躍し、「港が見える丘」「君待てども」「荒鷲の歌」等の歌曲を作詞・作曲した。
妻は、テレビ朝日系ドラマ『特捜最前線』主題歌の『私だけの十字架』（歌：ファウスト・チリアーノ）などの作品がある、作詞家の尾中美千絵である。

## 主な楽曲

### あ行
- あいざき進也
  - 想い出のバイオリン
- あおい輝彦
  - いつも君のそばに
- 藍美代子
  - ミカンが実る頃
- 赤い鳥
  - 翼をください
- アグネス・チャン
  - ひなげしの花
  - 鏡の中の私（作詞：奈良橋陽子と共同、作曲：タケカワユキヒデ）
- 麻丘めぐみ
  - 森を駈ける恋人たち
  - 水色のページ
- 朝倉理恵
  - 坂の上のアパート
- 梓みちよ
  - 二人でお酒を
- 天知茂
  - 昭和ブルース
- 天地真理
  - 虹をわたって
  - ふたりの日曜日
  - 若葉のささやき
  - 恋する夏の日
  - 空いっぱいの幸せ
  - 恋人たちの港
  - 想い出のセレナーデ
  - 木枯らしの舗道
  - 愛のアルバム
- 天地総子
  - チビラくん
- 五十嵐浩晃
  - ハートに火をつけて
  - Rainy Harmony
  - つばさ
- 石川さゆり
  - かくれんぼ
  - 青い月夜の散歩道
- 石川ひとみ
  - 夢番地一丁目
- 岩崎宏美
  - 春おぼろ
  - 夏に抱かれて
- 井上順
  - お世話になりました
- 唄うマリーンズ
  - We Love Marines
- NHK全国学校音楽コンクール（課題曲）
  - 時は流れても
- 海原千里・万里
  - 大阪ラプソディー
- 江利チエミ
  - 酒場にて
  - ほおづき市
  - 枯葉が散る
  - 緑の谷｣
  - いつか見た夕映え
  - 夜のカウンター
- 奥村チヨ
  - くやしいけれど幸せよ
- 尾崎紀世彦
  - 別れの夜明け（ソロ・デビュー曲）
  - おす犬
  - 思い出のグリーン・グラス（訳詞）
  - 「忘れないわ」
  - めぐり逢い
- オフコース
  - 群衆の中で（当時はジ・オフ・コース）
- O's（オズ）
  - あなたとならば

### か行
- 片平なぎさ
  - 純愛
- 狩人
  - 青春物語
- GARO
  - 学生街の喫茶店
  - 君の誕生日
  - ロマンス
  - 一枚の楽譜
- 川崎麻世
  - 宇宙空母ブルーノア 〜大いなる海へ〜（「宇宙空母ブルーノア」オープニング主題歌）
  - 夜間航海（ナイト・クルーズ）（「宇宙空母ブルーノア」エンディング主題歌）
  - 出逢い
- 川中美幸
  - 遣らずの雨
- キャンディーズ
  - あなたに夢中
  - そよ風のくちづけ
- 草刈正雄
  - アローン・アゲイン（日本語詞）
- 倉田まり子
  - グラジュエイション
  - いつかあなたの歌が
  - HOW! ワンダフル
- 熊倉一雄
  - ゴルバのうた（『チビラくん』挿入歌）
- Kとブルンネン（朝倉理恵、南沙織、柏原芳恵）
  - あの場所から
- ゴダイゴ
  - ガンダーラ（作詞：奈良橋陽子と共同、作曲：タケカワユキヒデ）　
  - ホーリー&ブライト（同上）
  - リターン・トゥ・アフリカ（同上）
- 小柳ルミ子
  - 雪あかりの町
  - 瀬戸の花嫁
  - 漁火恋唄
  - 春のおとずれ

### さ行
- サーカス
  - 時よゆるやかに（劇場アニメ「シリウスの伝説」主題歌）
  - 愛のカンタータ（同上）
- 西城秀樹
  - 青春のゆらめき（SONGS/西城秀樹）
  - あの人に優しく（同上）
- 坂本九
  - みんなでつくろう
  - マイ・マイ・マイ
- 西郷輝彦
  - ねがい（「江戸を斬る」主題歌）
- 佐良直美
  - 世界は二人のために
  - 星になりたい
- 桜田淳子
  - 玉ねぎむいたら…（玉ねぎむいたら…主題歌）
  - スウィート・スウィート・スウィート
- 里見浩太郎・横内正
  - ああ人生に涙あり（「水戸黄門」主題歌）
- 沢田研二
  - 許されない愛
  - 白い部屋
  - 死んでもいい
  - 愛はもう偽り
  - 夕なぎ
  - 美しい予感
  - 船出の朝
  - 霧笛
  - 嘆きの人生
  - 二人の生活
  - 揺れるこころ
  - ある青春
  - ララバイ・フォー・ユー
  - よみがえる愛
  - 朝焼けへの道
  - 巴里にひとり（訳詞）
- 三條正人
  - 釧路で別れて
- Jeff
  - まぼろしの夏
  - 恋は燃えている
  - 君は遥かなり
- 島倉千代子
  - 悲しみの宿
- ジャッキー吉川とブルー・コメッツ
  - 哀しい少女
- じゅん&ネネ
  - みずいろの世界
- 朱里エイコ
  - 北国行きで
  - 心の痛み
  - 恋の衝撃
  - あなたの勝ちだわ
  - 白い小鳩
- 新谷のり子
  - さよならの総括
- 鈴木宏子
  - 薔薇は美しく散る
  - 愛の光と影（作・編曲：馬飼野康二、「ベルサイユのばら」主題歌）
- スリー・グレイセス、ボーカル・ショップ
  - さすらいの太陽（作・編曲：いずみたく）

### た行
- ザ・タイガース
  - 愛しのデラ
  - 廃虚の鳩
  - 都会 (ザ・タイガースの曲)
  - 誓いの明日
  - 怒りの鐘を鳴らせ
  - 素晴らしい旅行
  - 散りゆく青春
  - 朝に別れのほゝえみを
  - われた地球
  - 処女航海
  - 脱走列車
  - 人は・・・
  - 生命のカンタータ
  - 緑の丘
  - つみ木の城
  - 野バラの誓い
- TALIZMAN
  - ウルトラマン80
  - がんばれウルトラマン80
- ダーク・ダックス
  - 北の大地（JR北海道社歌）
- チェリッシュ
  - 古いお寺にただひとり
- デューク・エイセス
  - 忍者部隊月光
- 寺内タケシとバニーズ
  - ワールド・ボーイ
- テレサ・テン
  - 今夜かしら明日かしら
  - 空港
  - 女の生きがい
  - 夜の乗客
  - 夜のフェリーボート
  - 你（あなた）
- トワ・エ・モワ
  - 或る日突然
  - 地球は回るよ

### な行
- 99Harmony
  - 君は何かができる（「キャプテン」オープニングテーマ）
  - ありがとう（「キャプテン」エンディングテーマ）
- 野口五郎
  - 愛ふたたび
  - 甘い生活
  - 私鉄沿線
  - 帰郷 (野口五郎の曲)
  - 悲しみの終るとき
  - 美しい愛のかけら
  - 女友達
  - きらめき
  - さすらい気分

### は行
- ザ・ハプニングス・フォー
  - 命短かし
- ザ・ピーナッツ
  - 東京の女
  - さよならは突然に
  - 情熱の砂漠
- 橋本潮
  - 虹の橋
  - 私の町はメリー・ゴーランド
- 橋幸夫
  - 君のひたいに光る汗
  - 江戸っ子だい
  - 暖春
- 日高晤郎
  - つづれ織り

- PYG
  - 明日の旅
  - 白い昼下り

- ピンキーとキラーズ
  - オレと彼女
  - 何かいいことありそうな
  - 恋人の讃歌
- ふくい舞
  - いくたびの櫻
- 藤圭子
  - 明日から私は
  - 別れ道
- ブレッド&バター
  - MONDAY MORNING
  - 第2土曜日
  - FEEL INSIDE
  - STAY WITH ME TONIGHT
  - THANKS MY LADY（ひとときの水彩画）
- 布施明
  - 愛の園
- 堀江美都子　
  - カリフォルニア・ドリーム
  - 甘いテレパシー
  - 幸せのイエスタディ
  - 郵便ポスト
  - 摂氏85度
  - ラブ・イズ・オール
  - 嵐の小舟
  - 砂時計

### ま行
- 町田義人
  - 10億光年の愛（「サイボーグ009 超銀河伝説」主題歌）
  - さらばとは言わない（「サイボーグ009 超銀河伝説」挿入歌）
- 森昌子
  - 津和野ひとり
- 森山良子
  - 禁じられた恋
  - 美しい星
- 水瀬団
  - 祈りたいの神様に
  - 乱されて

### や・ら・わ行
- 山本コウタローとウィークエンド
  - 岬めぐり
- 由紀さおり
  - 夜明けのスキャット
  - 天使のスキャット
  - 生きがい
- ザ・リード
  - 沈黙の海 〜サイレンス・オブ・ザ・シー〜
- 流星
  - さらば学生の日よ
- ザ・ワイルドワンズ
  - 愛するアニタ
  - 青い果実
  - 貝殻の夏
  - セシリア
  - 花のヤングタウン（補作詞）
  - 若草萌える頃
- 渡辺篤史
  - 海はいつでも（「ゲンコツの海」主題歌）
  - 青春は嵐だ（「ゲンコツの海」挿入歌）

### CMソング
CMにおいて、CMソングとして使用。
- ヤマハ発動機
  - ヤマハメイトの唄（ヤマハ・メイト）
- ハウス食品
  - バーモントカレーの歌（バーモントカレー）
- うすい百貨店
  - うすいの歌
- コトデングループ
  - 緑と海の国[7]

### 校歌
- 茨城県立石下紫峰高等学校校歌『今日もそして明日も』[8]